# Kannenbäckerland

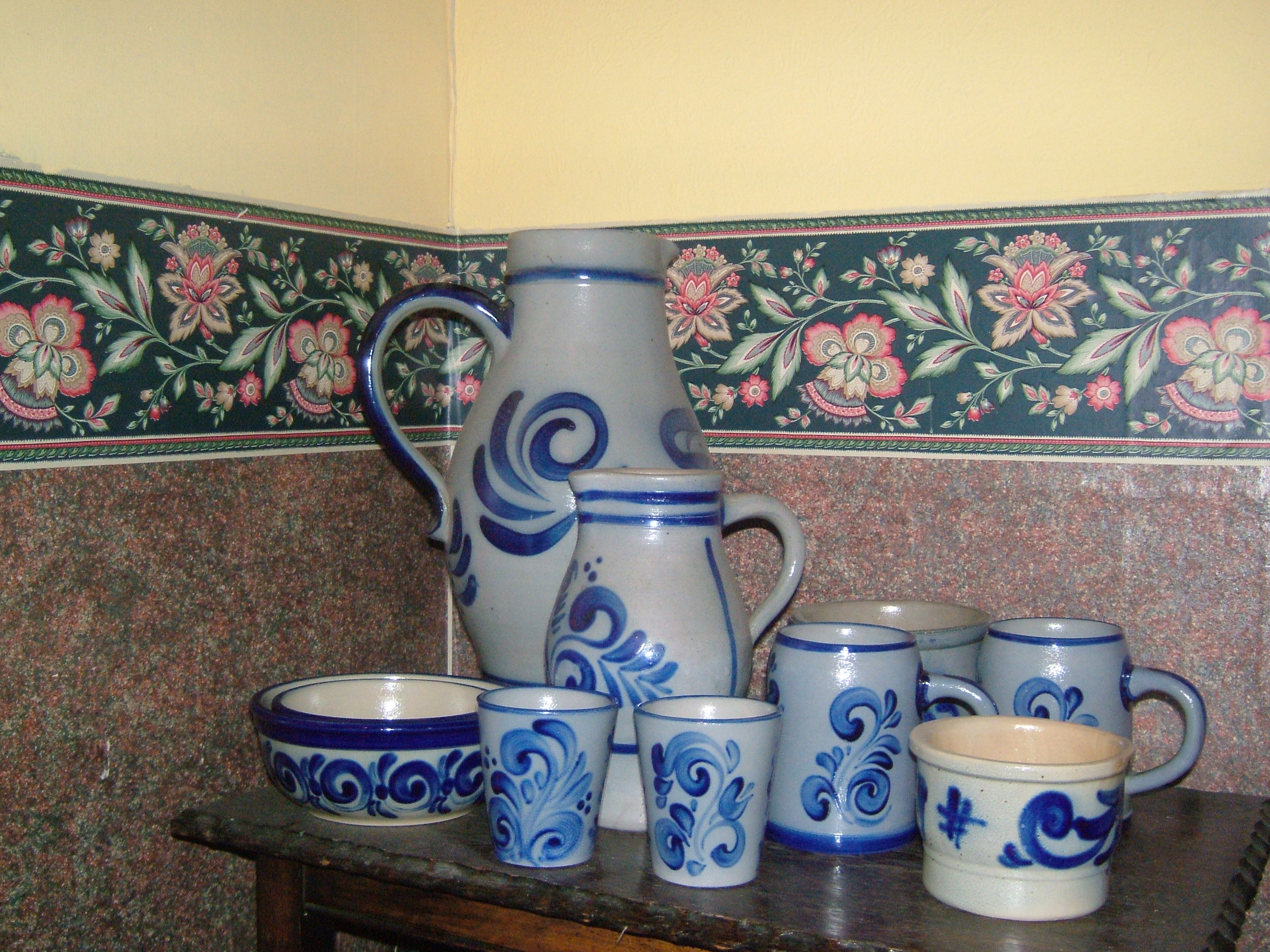
Salzglasiertes Steinzeug aus dem Kannenbäckerland mit typisch regionalem Dekor

Das Kannenbäckerland ist eine Kulturlandschaft im deutschen Land Rheinland-Pfalz, die sich von Wirges im Westerwald bis an das Mittelrheintal nach Bendorf und Vallendar zieht. Seinen Namen verdankt das Kannenbäckerland der Tatsache, dass in dieser Region die größten Tonvorkommen Europas gefunden wurden und hier seit dem späten 16. Jahrhundert das grau-blaue Westerwälder Steinzeug hergestellt wurde.

## Ausbildung
Neben der Kannenbäckerei und der vor allem in Hilgert gepflegten Pfeifenbäckerei zur Herstellung der früher verbreiteten Tonpfeifen hat sich auch das keramische Kunsthandwerk und die Ausbildung im Kannenbäckerland konzentriert. Seit 1879 arbeitet in Höhr-Grenzhausen die keramische Fachschule, die später in die Fachrichtung Keramik der Hochschule Koblenz aufging. Die Ausbildung umfasst acht Semester und schließt mit dem Diplom zum Ingenieur Werkstofftechnik Glas und Keramik ab.
Im Bildungs- und Forschungs-Zentrum Keramik (BFZK) haben sich neben der Fachhochschule sechs weitere Facheinrichtungen zusammengeschlossen und bieten ein weltweit einmaliges Kompetenznetzwerk zum Werkstoff Keramik. Dies führte auch zur Ausrichtung der Sonderausstellung „Keramik – Werkstoff der Zukunft“ auf der Weltausstellung Expo 2000 in Hannover, die das BFZK durchführte. Das BFZK umfasst u. a. das Gründerzentrum CeraTech für keramische Technologien und Werkstoffe, das Forschungsinstitut Glas und Keramik, das Institut für künstlerische Keramik und Glas der FH sowie verschiedene Ausbildungseinrichtungen – und natürlich das Keramikmuseum Westerwald.

## Orte

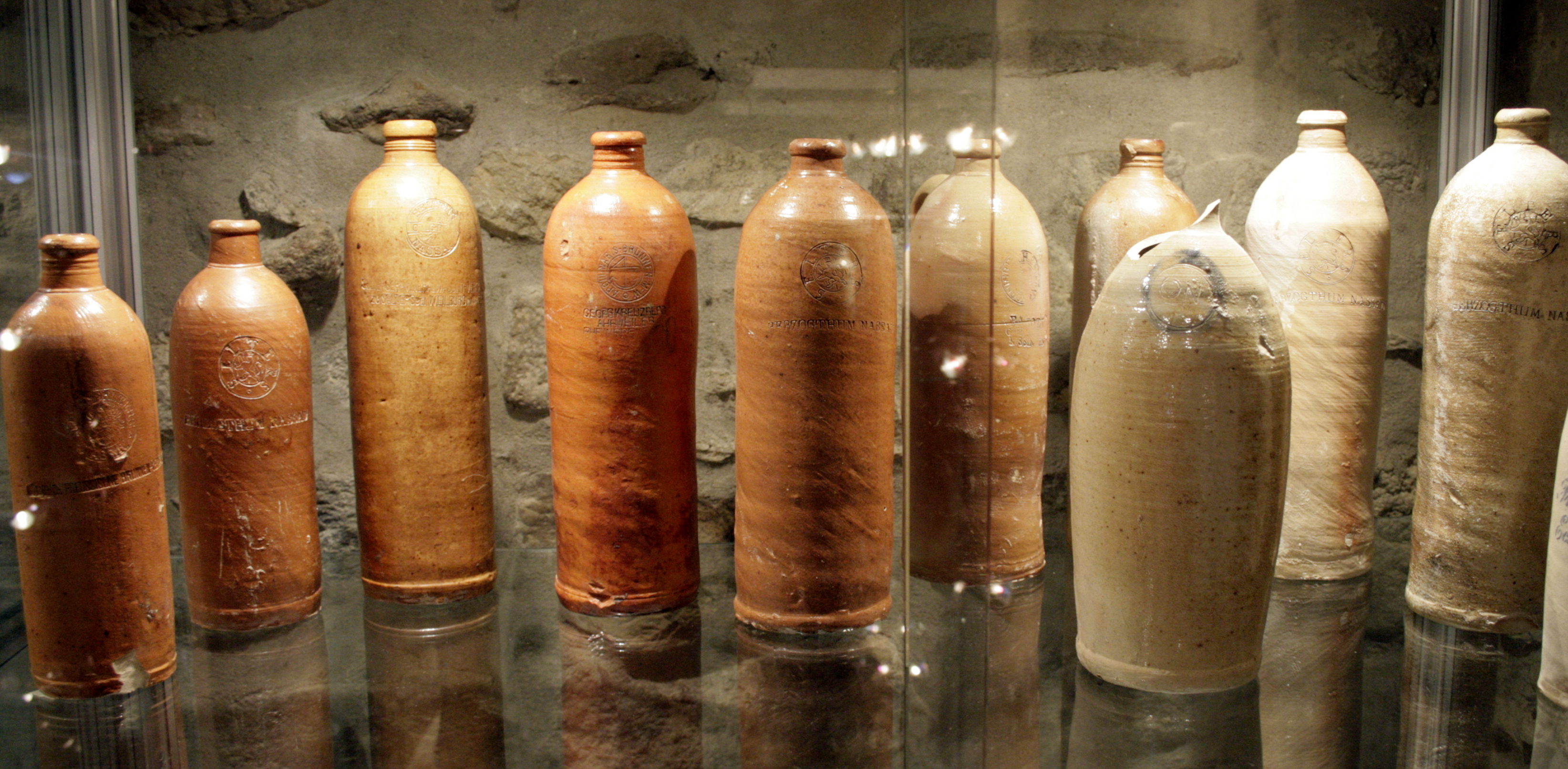
Auch die Produktion von Massenware spielte eine Rolle: Mineralwasserkrüge aus dem 19. Jahrhundert im Turmmuseum in Mengerskirchen.

Die Hauptorte der Tonindustrie entwickelten sich von den Hauptabbaugebieten bei Wirges hinunter zum Rhein. In Wirges wurde gefördert, in den westlichen Gemarkungen Höhr-Grenzhausen und Ransbach-Baumbach verarbeitet und am Rhein bei Bendorf und Vallendar gelagert und in die Absatzmärkte transportiert. Weitere bekannte, heute teilweise eingemeindete Orte im Kannenbäckerland, sind Bannberscheid, Boden, Ebernhahn, Hillscheid, Hilgert, Hundsdorf, Leuterod, Mogendorf, Moschheim, Nauort, Ötzingen, Sessenbach, Siershahn und Staudt.

## Geschichte
Das Kannenbäckerland wird als solches bereits im späten 18. Jahrhundert bezeichnet, obwohl eine kontinuierliche Herstellung von Töpferwaren schon ab 1402 belegt ist. Die umliegenden Regionen und Gebiete bezeichnen den Beruf des Töpfers entweder mit Dippemacher (im Hessischen), Döppesbäcker (im Raum Köln) oder Töpfer und Hafner (im Pfälzischen). Kannenbäcker (auch Kannebäcker) werden sie lediglich in einem relativ kleinen Gebiet südlich von Köln und im südlichen Westerwald genannt. Im Kannenbäckerland selbst werden die Töpfer oft auch Euler genannt. Traditionell beliefert das „Kannebäckerland“ rheinaufwärts die Frankfurter Gegend mit Apfelwein-Bembel. Rheinabwärts in den Niederlanden sind Tontöpfe im klassischen blauen Dekor als „Keulse pot“ (Kölner Topf) bekannt. Die Moselwinzer hatten bei der Arbeit im Weinberg ihre tägliche Wein- oder Fluppes-Ration im braunen „Bimmes“ (siehe Foto) dabei.

## Tourismus
Das Kannenbäckerland hat aufgrund seiner Lage zwischen Rheintal im Westen und Westerwald im Osten, dem Naturpark Rhein-Westerwald im Norden und dem Naturpark Nassau im Süden eine sehr gute Lage für Aktivurlauber. Zahlreiche Wanderwege, z. B. der Brexbachschluchtweg („Wäller Tour“) und der GEO-Wanderweg bei Nauort, ein großer Nordic-Walking-Park und gut trassierte Radwege durchziehen das Gebiet.
Zu den beliebten Ausflugszielen im Kannenbäckerland zählen u. a. Schloss Sayn mit seinem „Schmetterlingsgarten“ in zwei Gewächshäusern, das Brexbachtal, der Limes-Turm und das Kleinkastell in Hillscheid, das Keramikmuseum Westerwald in Höhr-Grenzhausen, das Tonbergbaumuseum Siershahn, das gemeinnützige Skulpturen und Miniaturen Museum in Ransbach-Baumbach sowie der jährlich stattfindende Europ. Keramikmarkt Höhr-Grenzhausen und Europ. Töpfermarkt in Ransbach-Baumbach.
Im Jahre 2010 haben die beiden Verbandsgemeinden Höhr-Grenzhausen und Ransbach-Baumbach eine touristische Arbeitsgemeinschaft unter dem Namen Kannenbäckerland-Touristik-Service gegründet, mit dem Ziel, gemeinsam das Kannenbäckerland touristisch zu fördern.